# 街ラジオ なぎら健壱のその気でギンギン夜おこし
街ラジオ なぎら健壱のその気でギンギン夜おこし（まちラジオ なぎらけんいちのそのきでギンギンよるおこし）は文化放送のラジオ番組。1988年10月10日から1989年3月31日まで放送。放送時間は月曜 - 金曜 18:00 - 20:00

## 概要
1986年から、文化放送のナイターオフ期 平日18時枠、19時枠は東京商工団体連合会が協賛していた『梶原茂のラジオで大繁盛』（1986年度）、『梶原茂のラジオでわっしょい大繁盛』（1987年度）をナイターオフ限定の生ワイド番組として、首都圏で500余りの商店街とネットワークを作り上げて放送して来たが当番組は「街」をテーマにしたコンセプトを継承。リアルタイムの街の話題や人々を出演者に仕立て、「街をラジオ スタジオにしよう」と企画した番組である。街で見つけた流行、トレンドの話題や事物、面白情報を紹介した『街遊び おもしろトレンディ』。当時、街や巷を騒がせていた話題の人物をスタジオに招いていた『やじうまタウン』などのコーナーで構成した。パーソナリティのなぎら健壱は1960年代、1970年代のフォークソングの話題をするためにスタジオにギターを持ち込んでいた。
『街ラジオ』のタイトルは次年度1989年度に同時間帯で放送した生ワイド番組『夜はキラキラ寺チャンネル』に継承している。

## 出演者
- パーソナリティ：なぎら健壱
- アシスタント：井村綾子
- レポーター：早加奈央、片岡佳樹（現・夢麻呂）

## タイムテーブル
（1988年10月時点）
- 18:00 - オープニング
- 18:10 - 街遊び おもしろトレンディ
- 18:25 - 交通情報
- 18:30 - お色気イブニング 愛人20面相
- 18:40 - ときめきミュージック
- 18:55 - 交通情報、天気予報
- 19:00 - やじうまタウン
- 19:15 - 商店街バンザイ
- 19:30 - 交通情報
- 19:32 - 街ラジオ なまなま情報
- 19:40 - おしゃれナイト美女